# Sione Havili Talitui
Pas d'image ? Cliquez ici

a Compétitions nationales et continentales officielles uniquement.

b Matchs officiels uniquement.
Dernière mise à jour le 6 mars 2025.
Sione Havili Talitui, né le 25 janvier 1998 à Nukuʻalofa (Tonga), est un joueur de rugby à XV international tongien évoluant principalement au poste de troisième ligne aile. Il évolue avec la franchise des Moana Pasifika en Super Rugby depuis 2024, et avec la province de Tasman en NPC depuis 2018.

## Carrière

### En club
Sione Havili Talitui est né à Nukuʻalofa aux Tonga, mais rejoint la Nouvelle-Zélande à l'âge de quatorze ans pour étudier à la Auckland Grammar School. Il rejoint l'établissement situé à Auckland après avoir été repéré dans son île natale pour son talent dans le rugby à XV. Il continue donc la pratique du rugby avec l'équipe de l'établissement, avec qui il remporte le championnat lycéen local en 2014,.
À la fin de sa scolarité, il signe un contrat de deux ans avec l'Academy (centre de formation) de la province d'Auckland. Il joue dans un premier temps avec l'équipe des moins de 19 ans de la province. Il est ensuite retenu dans l'effectif senior pour la saison 2017 de National Provincial Championship (NPC). Il joue son premier match au niveau professionnel le 30 août 2017 contre Waikato. Il marque un essai dès cette première rencontre. Il joue un total de deux rencontres lors de sa première saison. À la fin de l'année, il reçoit le trophée récompensant le meilleur jeune joueur de sa province.
L'année suivante, il fait partie de l'effectif élargi de la franchise des Blues, et a l'occasion de jouer son premier match en Super Rugby en fin de saison, à l'occasion d'un match face aux Melbourne Rebels le 2 juin 2016,.
Plus tard en 2018, il est prêté par Auckland à Tasman pour disputer le NPC,. Il joue six matchs avec sa nouvelle équipe, dont deux titularisations, avant qu'une blessure ne mette fin à sa saison,. Cette blessure lui fait également manquer l'intégralité de la saison 2019 de Super Rugby.
Havili Talitui rejoint de façon permanente Tasman en 2019, et fait partie de l'équipe qui remporte le NPC cette année là,.
En 2020, il rejoint la franchise des Crusaders, où il a pour mission de compenser le départ de Matt Todd au Japon,. Avant que la saison ne soit interrompue à cause de la pandémie de Covid-19, il dispute quatre matchs et inscrit deux essais. Plus tard la même année, son équipe remporte la première édition du Super Rugby Aotearoa.
Il remporte par la suite une nouvelle fois le NPC avec Tasman lors de la saison 2020. Après une saison accomplie d'un point de vue personnel, il est élu meilleur joueur de son équipe pour l'année 2020.
En 2021, après avoir remporté une nouvelle fois le Super Rugby Aotearoa avec les Crusaders, il se fracture le pied lors de la saison de NPC, ce qui l'écarte des terrains pour plusieurs mois.
Havili Talitui manque alors le début de la saison 2022 de Super Rugby, et retourne à la compétition qu'en avril. Il joue trois rencontres lors de la fin de saison, qui voit son équipe remporter le championnat,. 
La saison suivante, il est pour la première fois régulièrement aligné avec les Crusaders (douze matchs, huit titularisations). Il est ainsi titulaire lors des phases finales, et démarre la finale face aux Chiefs que son équipe remporte,.
Après quatre saisons avec les Crusaders, il rejoint la franchise des Moana Pasifika à l'orée de la saison 2024 de Super Rugby pour un contrat de deux saisons.

### En équipe nationale
Sione Havili Talitui joue avec la sélection scolaire néo-zélandaise (en) en 2016. Après de bonnes performances, il reçoit le trophée du Jerry Collins Memorial Bronze Boot, récompensant le meilleur joueur de cette sélection,.
Il est sélectionné pour la première fois avec l'équipe des Tonga en juin 2022 afin de disputer la Coupe des nations du Pacifique. Il obtient sa première sélection contre les Fidji le 2 juillet 2022 à Suva. Il joue trois matchs lors de la compétition, avant de disputer (et remporter) le match de barrage qualificatif pour la Coupe du monde 2023 face à Hong Kong,.
En juin 2023, il est sélectionné au sein du groupe tongien retenu pour préparer la Coupe du monde 2023 en France. Deux mois plus tard, il est sélectionné dans le groupe final de 33 joueurs pour le Mondial français. Il joue les quatre matchs de son équipe, tous comme titulaire en no 7.

## Palmarès

### En club
- Vainqueur du Super Rugby en 2022 et 2023 avec les Crusaders.
- Vainqueur du Super Rugby Aotearoa en 2020 et 2021 avec les Crusaders.

- Vainqueur du National Provincial Championship en 2019 et 2020 avec Tasman.
- Finaliste du National Provincial Championship en 2021 avec Tasman.

## Statistiques en équipe nationale
- 17 sélections depuis 2022[2].
- 0 point.